# Serguei Ivanov (pintor)
Serguei Vassílievitx Ivanov — en rus Серге́й Васи́льевич Ивано́в— (16 de juny [o 4 de juny] del 1864 – 16 d'agost del 1910) va ser un pintor i artista gràfic rus. Era membre de la peredvijniki ("els Rodamons") i un cofundador de la Unió d'Artistes Russos. Moltes de les seves pintures foren sobre temes extrets de la història de Rússia, la vida camperola i revolució russa de 1905.

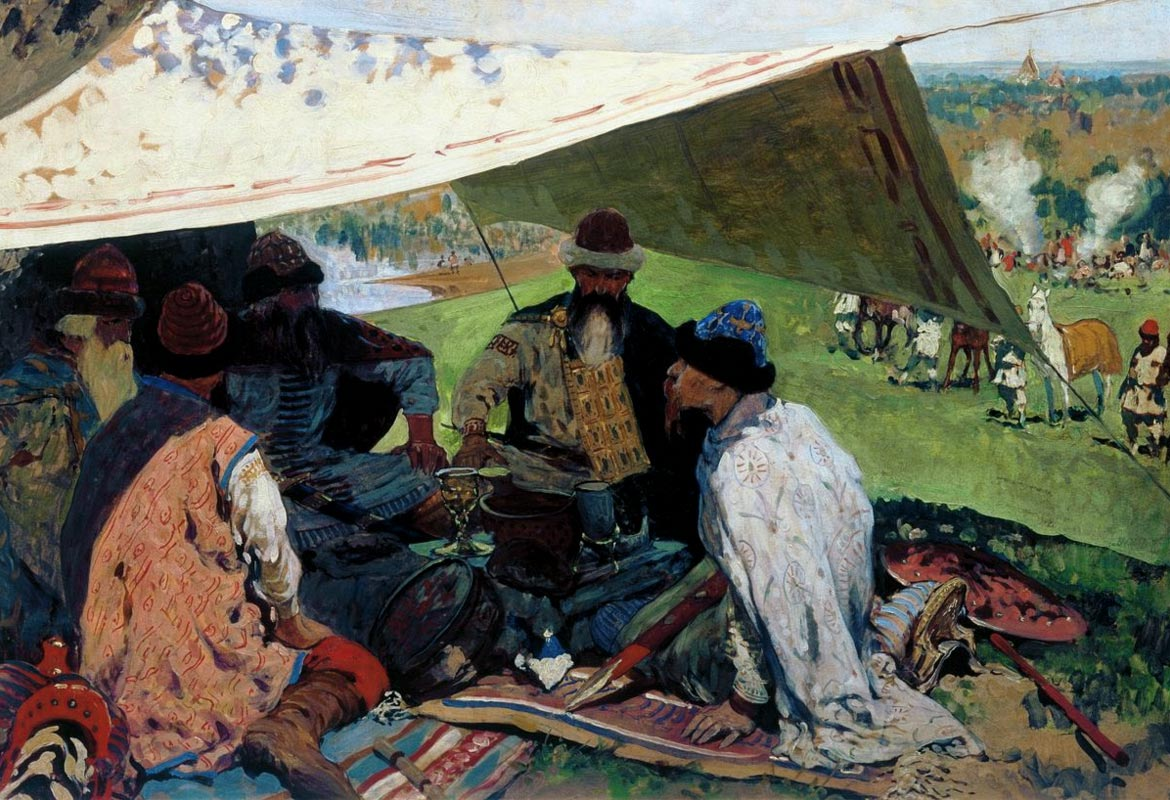
Congrés Principesc dels Monomachos a Uvetichi.
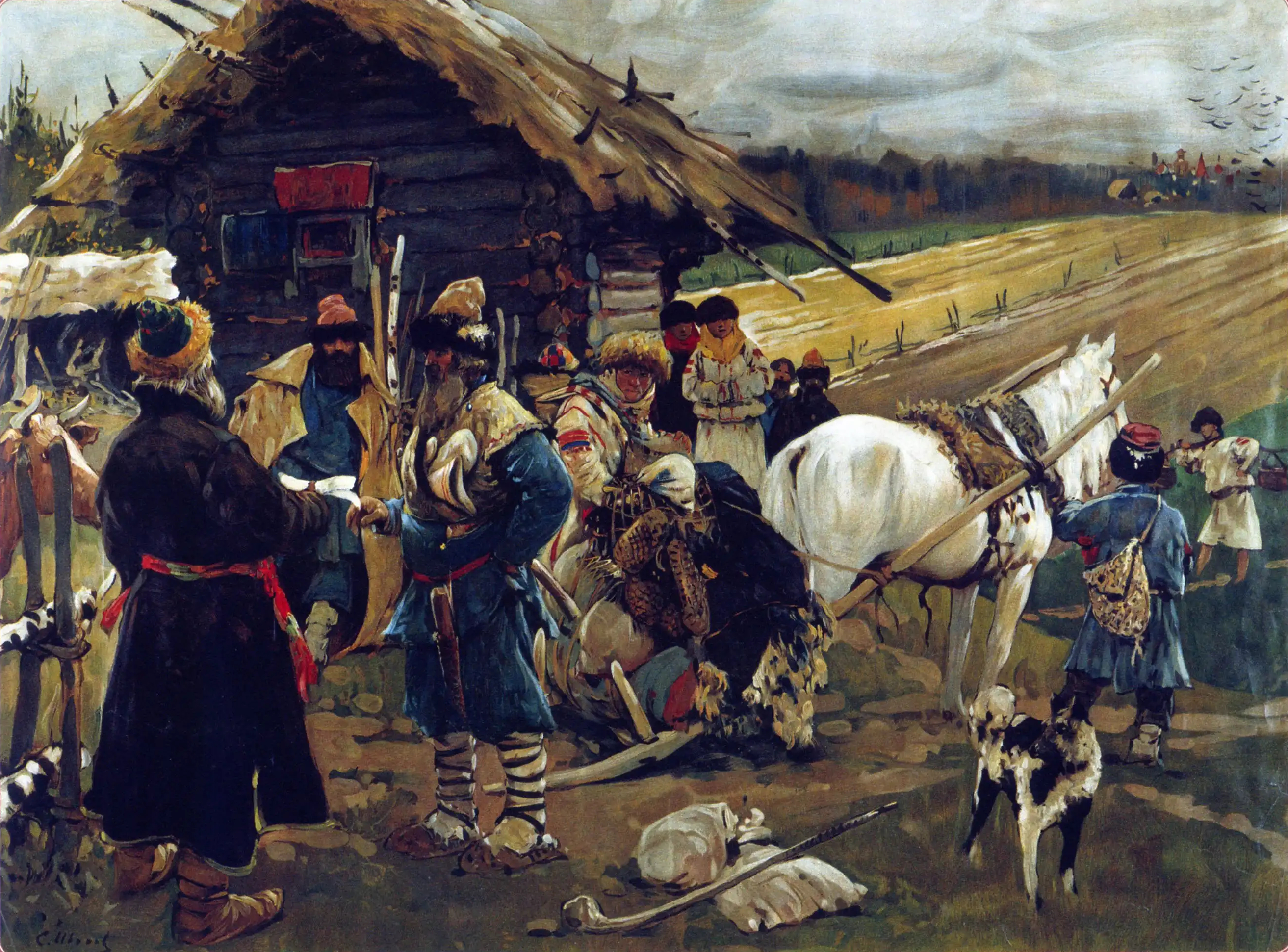
Un Camperol Deixant la Terra del seu Senyor el Dia de Yuri.
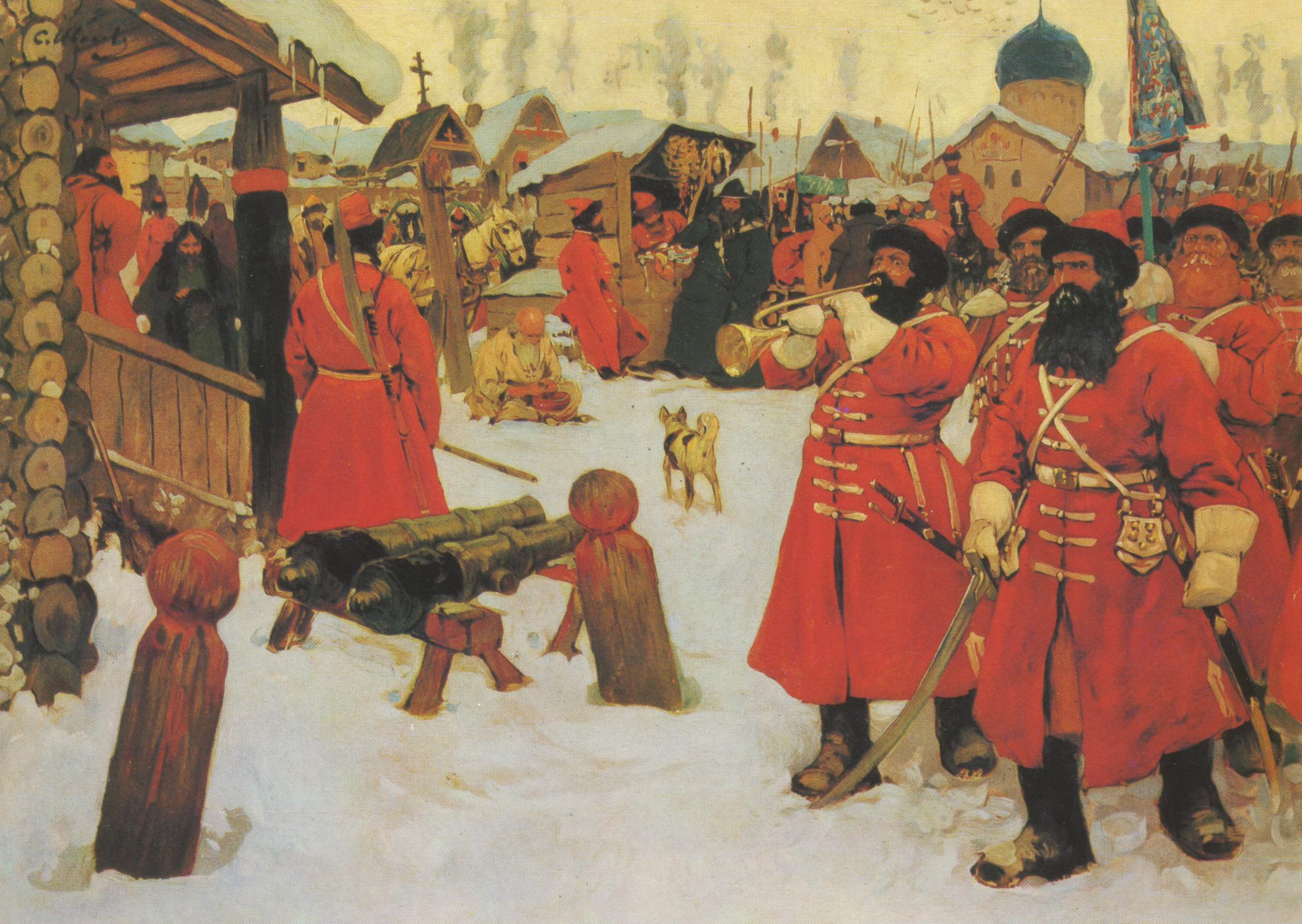
El Streltsy.
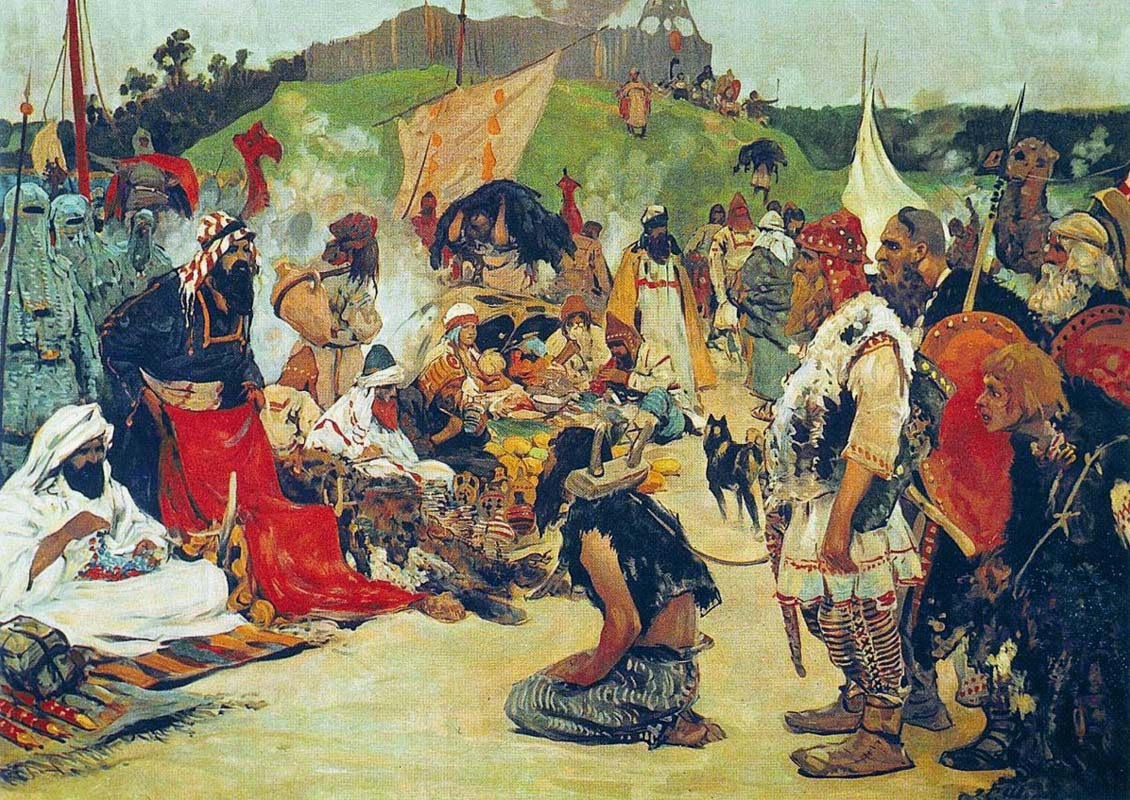
Tracta d'Esclaus en el Campament dels Eslaus Orientals.
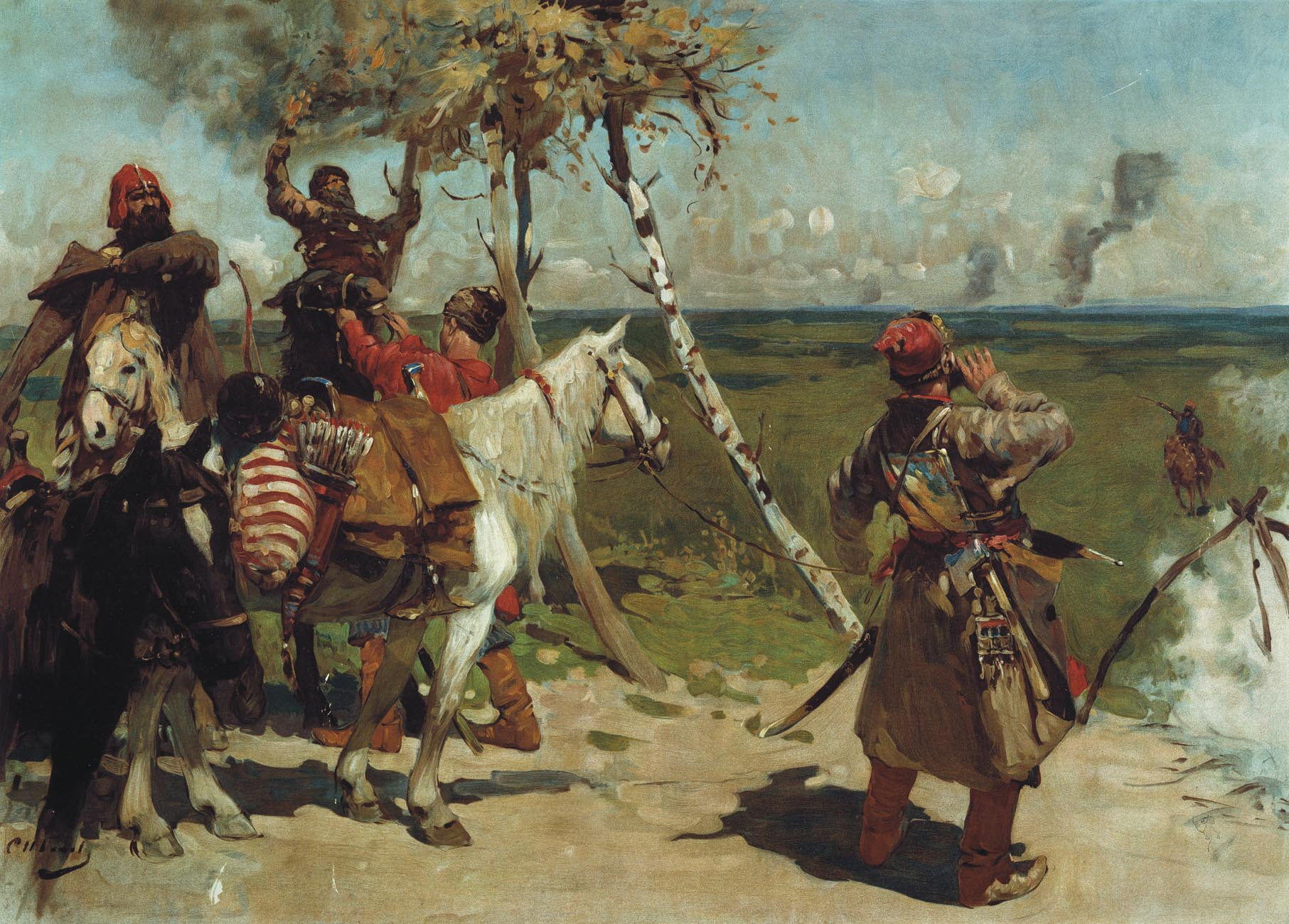
En el Bord Sud de Muscovy.
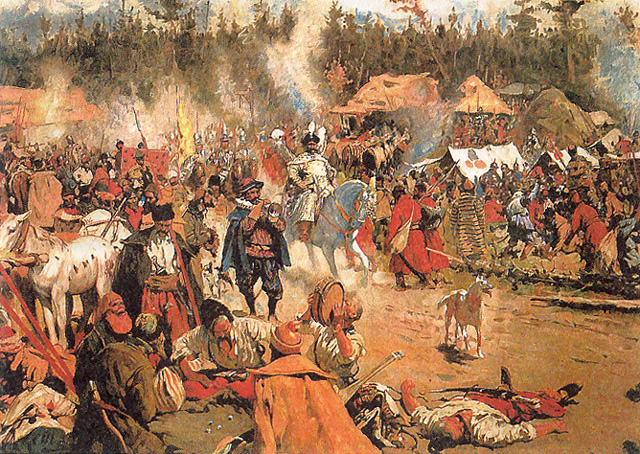
Una Escena dels Temps Conflictius.
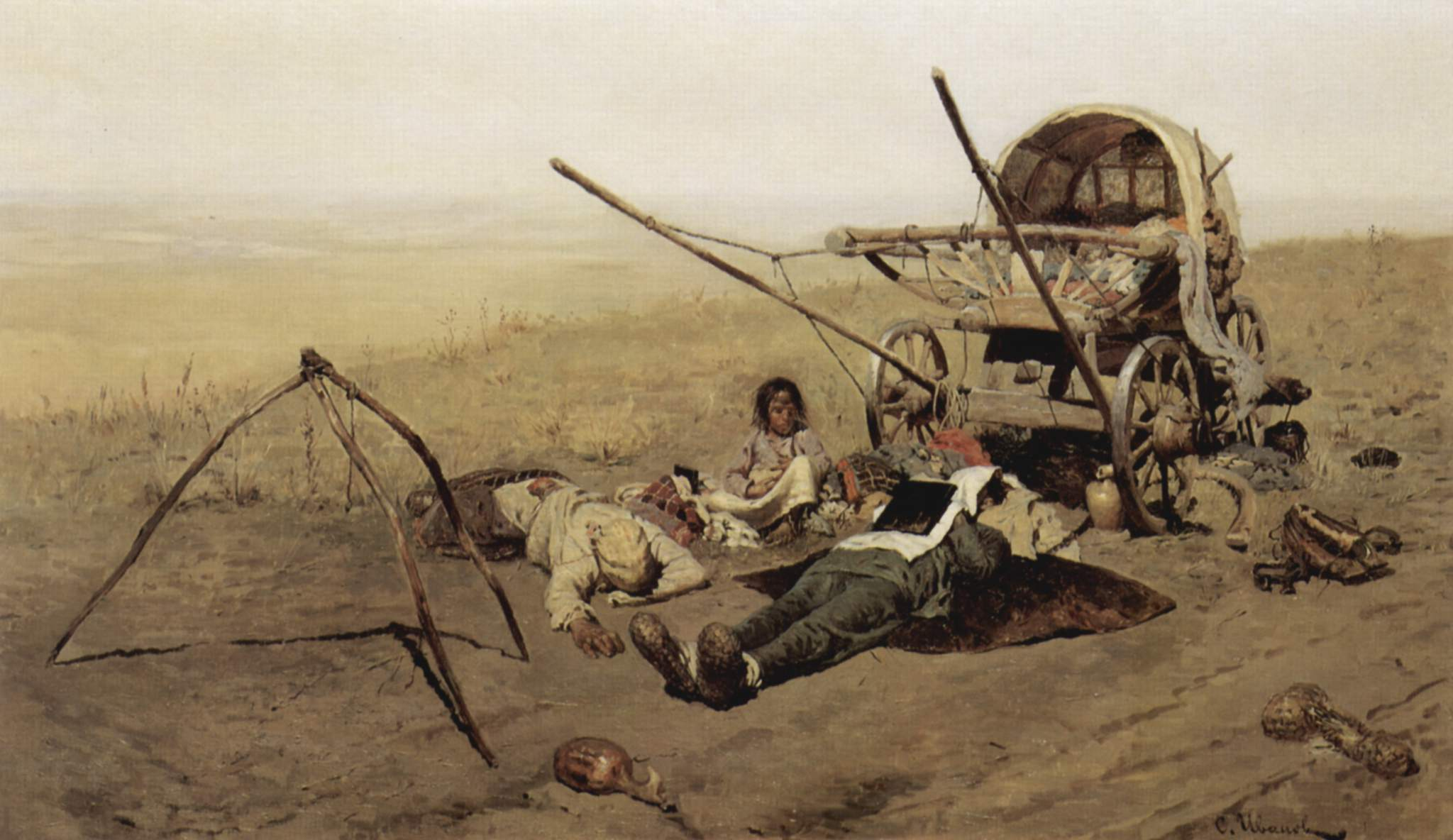
En la Carretera, la Mort d'un Resettler.
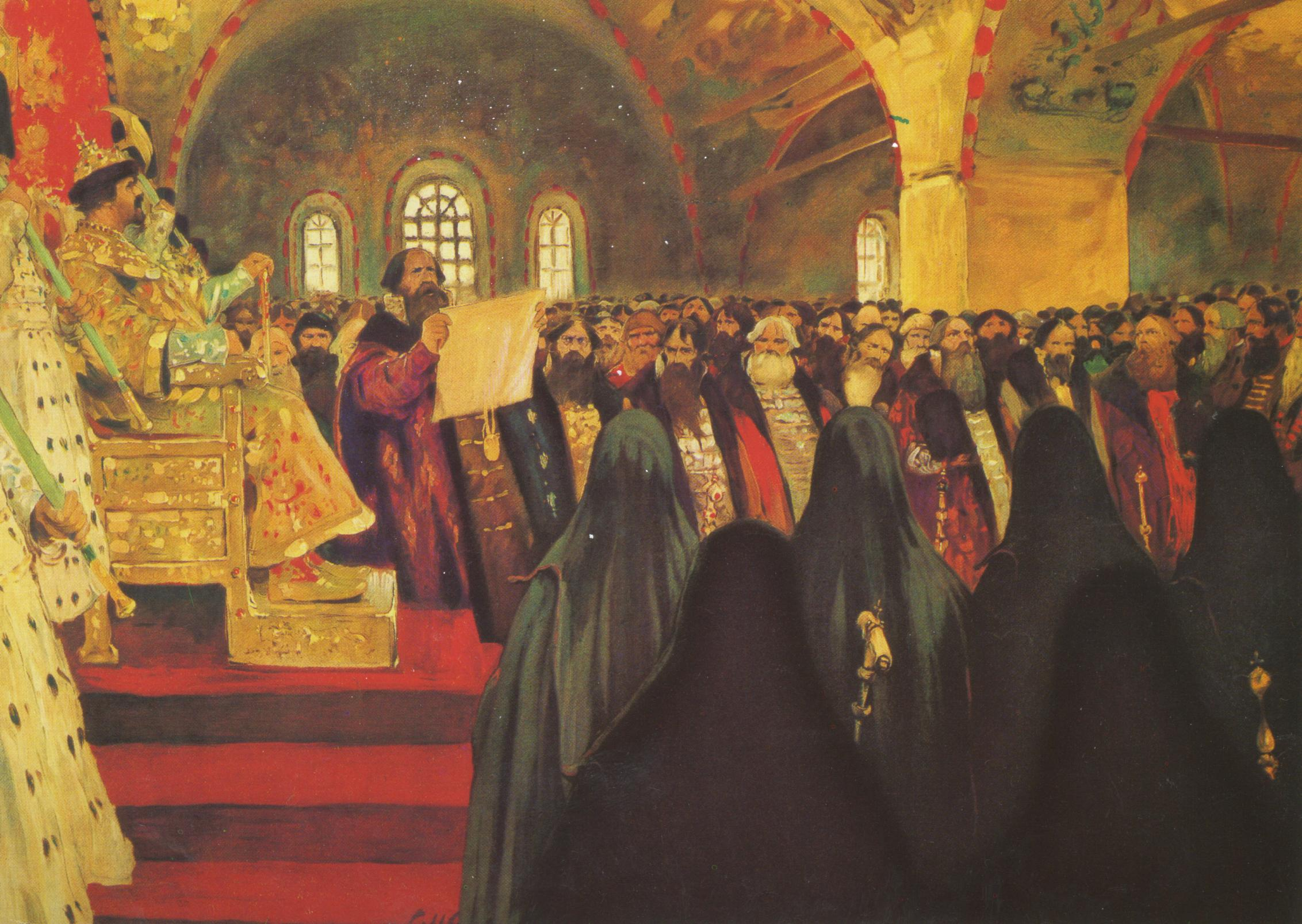
Zemsky Sobor.